# オマル・エル・ヒラリ
オマル・エル・ヒラリ（Omar El Hilali、2003年9月12日 - ）は、スペイン・カタルーニャ州ルスピタレート・ダ・リュブラガート出身のモロッコ系スペイン人サッカー選手。RCDエスパニョール所属。ポジションはDF。

## クラブ経歴
カタルーニャ州のルスピタレート・ダ・リュブラガートに生まれ、2016年にRCDエスパニョールのカンテラへ入団した。2020-21シーズンからBチームで出場機会を掴み始めると、同シーズン中の4月21日、セグンダ・ディビシオンのアルバセテ・バロンピエ戦にて、後半からオスカル・ヒルとの途中交代でトップチームデビューを果たした。

## 代表経歴
自身はスペインに生まれたが、両親がモロッコ北部のタンジェ出身のため、世代別代表ではモロッコを選択している。